# カラプルクラ
カラプルクラ(Carapulcra)は、ペルー料理の1つで、豚肉と乾燥ジャガイモをラッカセイ、パンカペッパー、ワヒーヨ、ニンニクと、クローブ等のスパイスを加えて煮込んだシチューである。アンデス山脈の伝統的なスープ料理を現代風にアレンジしたものである。コメや茹でたジャガイモ、キャッサバとともに食べる。発祥地はリマの南部に位置するカニェテやイカなどと言われている。名前の由来は、アイマラ語「qala phurk'a」（熱々に熱した石を投入して調理する煮込み料理）という言葉からきている。